# Lepturichthys fimbriata
Lepturichthys fimbriata és una espècie de peix de la família dels balitòrids i de l'ordre dels cipriniformes.

## Morfologia
- Els mascles poden assolir 12,6 cm de longitud total.[5][6]

## Hàbitat
És un peix d'aigua dolça i de clima temperat.

## Distribució geogràfica
Es troba a Àsia: la Xina.